# 富牛镇
富牛镇，是中华人民共和国四川省眉山市东坡区下辖的一个乡镇级行政单位。2019年12月，撤销土地乡、复盛乡，将原土地乡和原复盛乡中复村以及太和镇河东社区所属行政区域划归富牛镇管辖。

## 行政区划
富牛镇下辖以下地区：
富牛社区、牟堰村、牛路口村、桐坡村、松林村、相东村、广佛村、宋程村、刘堰村、曾庙村、玉龙村和龙河村。